# Districte de Bienne

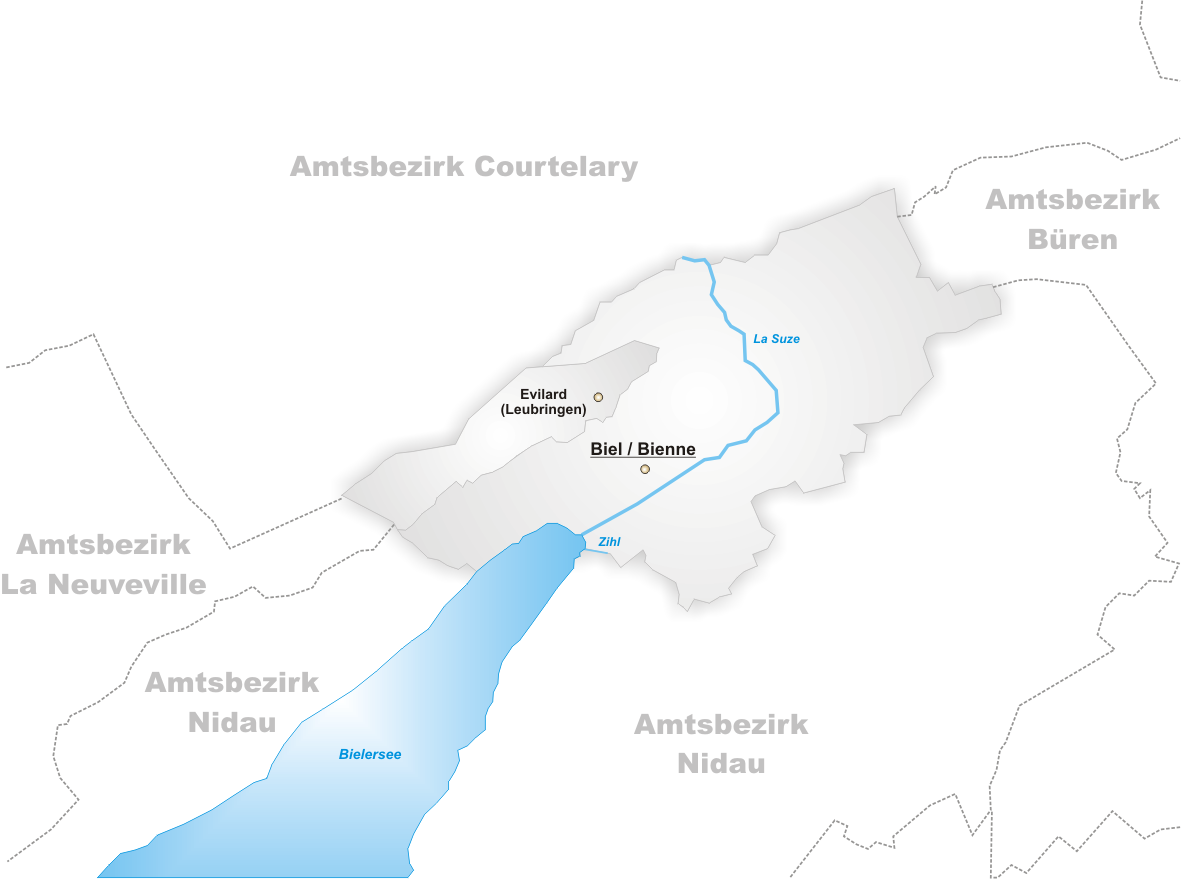
Municipis del districte de Bienne

El districte de Bienne (Biel en alemany) és un dels 26 districtes del Cantó de Berna (Suïssa), té 51707 habitants (cens de 2007) i una superfície de 25 km². El cap del districte és Biel/Bienne i està format per 2 municipis. Es tracta de l'únic districte bilingüe del cantó. El 2010 va passar a formar part del nou Districte administratiu de Bienne, juntament amb parts dels antics districtes de Nidau i Büren.

## Municipis
| Municipis   | Habitants (fin 2005) | Superfície en km² |
| ----------- | -------------------- | ----------------- |
| Biel/Bienne | 48.735               | 21,60             |
| Evilard     | 2.320                | 3,70              |